# 严嵩
嚴嵩（1480年3月3日—1567年5月29日），字惟中，號介溪，又号勉庵，江西分宜人，祖籍福建邵武，明代嘉靖年间大臣，官至内阁首辅、谨身殿大学士、少傅兼太子太师，少师、华盖殿大学士、谨身殿大学士。
孝宗弘治十八年（1505年）进士，改翰林院庶吉士，授翰林院编修，旋病休归里。严嵩读书八载，诗文峻洁，声名始著。武宗正德十一年（1516年），还朝复官。世宗嘉靖七年（1528年），奉命祭告显陵，归而极言祥瑞，世宗喜。几年内先后迁其为吏部右侍郎，进南京礼部尚书，两年后改任吏部尚书。嘉靖十五年（1536年），以贺万寿节至京师。时值廷议重修《宋史》，遂留京以礼部尚书兼翰林院学士衔主持其事。他善伺帝意，以醮祀青词，取得宠信，加为太子太保。二十一年（1542年），拜武英殿大学士。入直文渊阁，仍掌礼部事。后解部事，专直西苑；累进吏部尚书，谨身殿大学士、少傅兼太子太师，少师、华盖殿大学士。
严嵩一意媚上，窃权罔利，专擅国政近二十年。士大夫侧目屏息，不肖者奔走其门，行贿者络绎不绝。嚴嵩戕害他人以成已私，并大力排除异已。他还吞没军饷，废弛边防，招权纳贿，肆行贪污，激化了当时的社会矛盾。晚年，以事激怒世宗，为世宗所疏远，被抄家去職，兩年後而歿。著有《钤山堂集》40卷。

## 生平

### 早年
成化十六年，严嵩生于分宜县，当时严家家道中落，很难维持生计，经常需要依靠娘家接济。严嵩自幼聰穎好學，悟性很高。其父嚴淮是位久考未成，自然把一切的希望都放在兒子身上，於是便悉心的栽培、教導，五歲开始在嚴氏祠啟蒙。当严嵩八岁后，他就由于其聪慧才智得到了分宜县知县莫立之的重视，莫立之将他安排进县学，并免除了所有的学费。后又有江西提学使经过分宜，面试严嵩后将严嵩进补为廪膳生。十歲时，縣試拔擢超群。弘治十一年（1498年），中式戊午科江西鄉試第十六名舉人，時年十九歲。

### 入仕
严嵩在二十五歲時，終於完成父親的心願，於弘治十八年（1505年）考中乙丑科進士，全國第五名，入選翰林院庶吉士，授編修。當他正懷著壯志雄心，嚴嵩因母喪又得了一場大病，迫使他退官回籍。在嚴嵩退官的八年間，正是宦官劉瑾權傾天下之時。

### 高升
劉瑾與其黨羽被滅後，武宗正德十一年（1516年），經楊廷和舉薦，嚴嵩北上顺天府，正式復官。在此後的十多年內，嚴嵩先後在北京與南京的翰林院任职。历任翰林院侍讲，署南京翰林院事，嘉靖四年（1525年）召为国子监祭酒。嘉靖七年（1528年），任礼部右侍郎。迁吏部左侍郎，嘉靖十一年（1532年）进南京礼部尚书，改吏部。严嵩在南京任官五年，嘉靖十五年（1536年）因贺万寿节返回北京。当时，明廷要重修《宋史》，辅臣请求让严嵩任礼部尚书兼翰林学士。
当时明世宗沉迷道教，好長生不老之術，對政事漠不關心，朝中事務皆交由朝臣處理。禮部尚書夏言得到世宗的寵信，又是嚴嵩的同鄉，於是嚴嵩拼命討好夏言。
一日嚴嵩在家中設宴，並邀請夏言，但夏言辭不赴宴，於是嚴嵩跑到夏言家門前，撩起衣袍，跪在夏府前。夏言不好意思再三謝絕，便到嚴嵩家中赴宴。自此以後，嚴嵩成為了夏言的知己，夏言向多方推薦嚴嵩。有了夏言的引薦，嚴嵩自此步步高升，並深得世宗喜愛。嘉靖十五年（1536年），夏言升任内阁首辅，嚴嵩升任禮部尚書。后加太子太保。
夏言自視甚高，漸不為明世宗所喜。一日世宗將沉香水葉冠赐予夏言、严嵩等大臣，夏言並不戴上；但嚴嵩每次出朝都會戴此冠，还特地用轻纱笼住以示郑重。世宗见状，越喜严嵩而嫌夏言。
嚴嵩晋升为太子太傅，羽翼已豐，開始攻擊夏言，又慫恿世宗罷黜夏言。夏言罷官後，嚴嵩為所欲為，嘉靖二十二年（1543年），吏部尚书许赞、礼部尚书张璧与严嵩一同参与机务，但世宗遇事只召严嵩。嘉靖二十四年（1545年）十二月，许赞以老病去职，张璧去世，世宗再度起用夏言。這時夏言知道嚴嵩的為人，處處小心防範。嚴嵩表面上对夏言谦恭，但懷恨在心。日後嚴嵩再以青詞奪回世宗的信任。
後來，嚴嵩握著韃靼入侵中原的機會，迫害夏言。嘉靖二十三年（1544年），韃靼入侵河套（今宁夏和内蒙古境内贺兰山以东，狼山和大青山以南），陝西總督曾銑發兵奪回河套，並上呈奏疏，建议从府谷黄甫到定边修筑一段边墙，再水陆并进，逼韃靼退兵，此舉得到夏言的支持。夏言向朝廷舉薦曾銑，並與之商討計劃。
明世宗決心奪回河套，並褒揚曾銑。此時嚴嵩買通皇帝近待，稱其“輕啟邊釁”，並指使邊將仇鸾誣稱曾銑掩敗不報，剋扣軍餉，賄賂首輔夏言。嚴嵩更在世宗面前說兩人奪回河套別有用意，世宗果然相信。
嘉靖二十七年（1548年）三月，曾铣被杀，妻子流放两千里，夏言下獄，後來嚴嵩利用傳言，使世宗「得知」夏言毀謗自己，同年十月，夏言被斬首，夏言的親信或貶或罰。

### 權傾
夏言死後，嚴嵩獨攬大權，而明世宗一心修道，無心處理政務，所有政事悉由嚴嵩裁決。此時除了嚴嵩、道士和左右近侍外，無人能見世宗一面。
嘉靖二十七年（1548年）嚴嵩成為內閣首輔後，繼續小心侍奉世宗，“帝以剛，嵩以柔。帝以驕，嵩以謹。帝以英察，嵩以樸誠”，世宗賜“忠勤敏達”銀印。後來，嚴嵩年老，提拔其子嚴世蕃協助掌權，嚴世蕃成為工部侍郎。嚴世蕃收買世宗左右宦官，滙報皇帝的日常生活、起居飲食。大臣視為“大丞相”與“小丞相”。有大臣譏稱“皇上不能沒有嚴嵩，嚴嵩不能沒有兒子。”
严嵩父子權傾天下二十年，天下怨恨。嚴世蕃甚至在家中寶庫內大笑說“朝廷無我富！”眾多大臣加以彈劾，皆賴世宗包庇。

### 末路
嘉靖四十一年，有山东道士藍道行以善於扶乩聞名於燕京，徐階將藍道行介紹給世宗，一日藍道行在扶乩時稱“今日有奸臣奏事”，剛好嚴嵩路過。世宗對嚴嵩父子日久生厭。嚴嵩失勢後，嚴世蕃被彈劾而流放，刑部尚書黃光升及大理寺卿張守直等要彈劾嚴世蕃害死楊繼盛和沈鍊。徐階將此條刪去，避免嘉靖皇帝疑心大臣們在責怪皇帝，但徐階祭出了殺手鐧，彈劾嚴世藩南通倭寇頭目汪直，北通蒙古，意圖叛變。嚴世蕃一得知此捏造之罪名，哭喊：「必死矣」，最終被判斬首。而嚴嵩則被沒收家產，削官還鄉，無家可歸，依附墓廬而活，並於兩年後病卒。

## 歷史爭議
《明史》把严嵩列入奸臣傳，说他无他才略，“惟一意媚上，窃权罔利”。透過戲曲和其他文藝作品，嚴嵩的奸臣形象已深入民間。然而多年來，關於嚴嵩是否為大奸臣，仍然爭議不休，這些爭議主要圍繞著他是否專國擅政，逼害忠良，與及鉅貪惡富的指控。
嚴嵩雖然為世所譏，目為奸臣，但在故鄉江西分宜口碑較好。嚴嵩與夫人歐陽氏相敬如賓，一生不蓄姬侍，在故鄉尤樂善好施，口碑相當不錯。清朝理學家江西人李紱在明史館中也曾試圖為嚴嵩翻案，認爲其不應入奸臣傳。至今日，嚴嵩故鄉分宜的學者，包括嚴曰文、嚴小平等人對嚴嵩的評價也相對正面。
亦有認為他也具有忠君愛民，知人善用的一面，而且政績卓著。如嚴嵩重用胡宗宪平东南沿海之倭患，取得了明显的成效。

## 评价
清纪昀编撰《四库总目提要·集部·别集类存目》时，評严嵩诗集《钤山堂集》：“嵩虽怙宠擅权，其诗在流辈之中，乃独为迥出。王世贞《乐府变》云：‘孔雀虽有毒，不能掩文章。’亦公论也。然迹其所为，究非他文士有才无行可以节取者比，故吟咏虽工，仅存其目，以昭彰瘅之义焉。”清潘德舆《养一斋诗话》卷一云：“王元美云：‘孔雀虽有毒，不掩其文章。’ 谓严嵩也。”
清张廷玉於《明史》说严嵩“无他才略，惟一意媚上，窃权罔利”的同时，也不得不承认他“为诗、古文辞，颇著清誉”。在當时文士眼中，严嵩颇有儒雅本色，何良俊说：“严介老之诗，秀丽清警，近代名家鲜有能出其右者，作文亦典雅严重，乌可以人而废之。且怜才下士亦自可爱。”
史学家曹国庆認為严嵩在书法上成名，是他初入翰林院的时候。明代的翰林院网罗了天下的科举人才，相当于中央的智囊团和书记处。严嵩的经义文章每每列为首选，他的诗词唱酬之作也常在宴集中力拔头筹，于是，人们在欣赏他的文章的同时，又领略了他的书法技艺，观其文便可获双重享受。此后，由翰林院而及其他任上，由京师而及地方，士林中便多有以得其墨宝为荣者。钤山归隐的八年间，严嵩又精研了许多书法字贴，书法造诣精湛。至今在北京还留有他的书法遗迹“六必居”等题额10多处。山海关的“天下第一关”（但是人皆諱言嚴嵩，說是蕭顯所題）、山东曲阜的“圣府”、杭州西湖岳飞庙的“满江红”（但落款後被改為夏言）同調词等全国知名景点20多处还保留了他的书法遗迹。嚴世蕃女嫁衍聖公，孔府至今留有嚴嵩求情在此坐冷板凳的“閣老凳”。

## 家庭
- 高祖父嚴孟衡、曾祖父嚴璉、祖父嚴廷獻、父嚴淮。母晏氏。重慶下（登第時祖父母俱在）。弟嚴嶽。
- 妻：歐陽氏
  - 子：嚴世蕃（1513年－1565年）
    - 长孙女：严氏（1547年—1602年），夫衍圣公孔尚贤（1544年－1622年）
    - 孙严绍庭（1547年—1617年）
      - 曾孫严云从（1599年—1657年）

  - 义子：赵文华

## 軼事
明世宗好齋醮，移居西苑後，內閣輔臣更得輪班陪祀。嘉靖十九年（1540年）二月十五日，正好輪到嚴嵩陪祀，留宿西苑內舍，忽然，一頭大象破門而入，圍遶嚴嵩的床邊咆哮跺腳、徘徊不前，情況十分危急，嚇得嚴嵩只能坐在床上，並且心裡默念著程頤的渡漢江事。過了很久，養象的人趕來把大象牽走，嚴嵩才得以平安無事，於是便寫下《記象入室事》一詩。

## 其他
北京至聖堂的大匾，相傳是嚴嵩題寫。
電影《十奏嚴嵩》（1952）由名伶馬師曾、薛覺先及余麗珍主演。後來名伶靚次伯也於同名劇目主演嚴嵩聞名。
“平生报国惟忠赤，身死从人说是非”——严嵩遗言

### 引用
1. ↑  《明史》列传第一九六·严嵩：“严嵩字惟中分宜人”
2. ↑  《名山藏》卷九十三·严嵩：“童言宿生颖悟绝人”
3. ↑  見 "才華橫溢 奈何為奸臣" 2009年08月12日 載於 中國日報
4. ↑  《明史》列传第一九六·严嵩：“举弘治十八年进士改庶吉士授编修”
5. ↑  《明史·世宗本纪二》
6. ↑  南京御史王宗茂上疏彈劾嚴嵩“久持國柄，作福作威，薄海內外，罔不怨恨。如吏、兵二部，每選請屬二十人，人索賄數百金，任自擇善地，致文武將吏盡出其門”。“往歲遭人論劾，潛輸家資南返，輦載珍寶，不可勝計，金銀人物，多高二、三尺者，下至溺器，亦金銀為之。”“廣市良田，遍于江西數郡。又于府地之后積石為大坎，實以金銀珍玩，為子孫百世計。”（《明史·王宗茂傳》）刑部主事張翀上疏說：“戶部歲發邊餉，本以贍軍，自嵩輔政，朝出度支之門，暮入奸臣之府。輸邊者四，饋嵩者六。臣每過長安街，見嵩門下無非邊鎮使人。未見其父，先饋其子。未見其子，先饋家人。家人嚴年，富已逾數十萬，嵩家可知。私藏充溢，半屬軍儲。邊卒凍餒，不保朝夕。”（《明史·張翀傳》）
7. ↑  《明史紀事》第五十二卷“世宗崇道教”
8. ↑  抄家清單編為《天水冰山錄》
9. ↑  見《明史·卷三百八·列传第一百九十六》严嵩传
10. ↑  《國榷》卷六十四引李維楨言：“（世宗）齋居數十年，圖迴天下於掌上，中外儼然如臨。”又如范守己言：“臣于徐少师阶处，盖捧读世庙谕札及改定旨草，云人尝谓辅臣拟旨，几于擅国柄，乃大不然。见其所拟，帝一一省览窜定，有不留数字者。虽全当帝心，亦必更易数字示明断；有不符意，则驳使再拟，再不符意，则谯让随之矣。故阁臣无不惴惴惧者。”《明世宗实录》卷五六六，嘉靖四十五年十二月辛丑載嘉靖皇帝醉心于西苑修仙斋醮，直到他最后死去，却一直是“虽深居渊穆而威柄不移”，虽数十年不见朝臣，仍能做到“大张弛、大封拜、大诛赏，皆出独断，至不可测度。”
11. ↑  谈迁在《国榷》中认为，“贵溪（夏言）不死于败而死于谗，又严氏之代为之受螫也。”可见严嵩是背了黑锅的。
12. ↑  杨继盛《请诛贼臣疏》例举严嵩之十大罪状，第十条便是其坏“风俗”：“我朝风俗，淳厚近古，自逆瑾用事，始为少变。皇上继位以来，躬行古道，故风俗还古。及嵩为辅臣，谄谀以欺乎上，贪污以率其下。通贿殷勤者，虽贪如盗跖而亦荐用；奔竞疏拙者，虽廉如夷齐而亦罢黜。一人贪戾，天下成风。守法度者，以为固执；巧弥缝者，以为有才；励廉介者，以为矫激；善奔走者，以为练事；卑污成套，牢不可破。虽英雄豪杰，亦入套中。从古风俗之坏，未有甚于此时者。究其本源，嵩先好利，此天下所以皆尚乎贪；嵩先好谀，此天下所以皆尚乎谄。源之不洁，流何以清；风俗不正，而欲望天下之治得乎？”
13. ↑  《皇明大事記·嚴嵩》：“嵩妻歐陽氏甚賢，治家有法，馭世蕃尤嚴，嵩亦相敬如賓，旁無姬侍。”
14. ↑  沈德符《萬曆野獲篇·內閣·居官居鄉不同》：“嚴分宜作相，受世大垢，而為德於鄉甚厚，其夫人歐陽氏，尤好施予，至今袁人猶誦說之。”
15. ↑  《茶餘客話‧李紱為嚴嵩翻案》：“李穆堂紱記聞最博，而持論多偏。在明史館，謂嚴嵩不可入奸臣傳，纂修諸公爭之。李談辨雲湧，縱橫莫當，諸公無以折之。最後楊農先椿學士從容太息曰：“分宜在當日尚可為善，可恨楊繼盛無知小生，猖狂妄行，織成五奸十罪之疏，傳誤後人，遂令分宜含冤莫白。吾輩修史，但將楊繼盛極力抹倒，誅其飾說誣賢，將五奸十罪條條剖析，且辨後來議恤議諡之非，則分宜之冤可申。”穆堂聞之，目眙神愕，口不能答一字，自是不復申前說。余聞之李鼎臣先生云。 ”
16. ↑  茅坤说：“苟欲按论胡公之罪，杯酒踯躅，豪宕自喜，大略汉之列侯将军、唐之藩镇节度使者之风是也；其所为声色之嬖、冠裳之亵，众所不得而庇者；然至于长材大略、雄心猛智、临敌乘威、转变为功，亦众所不得而掩者。故律之于庄士之行，则世或不与；课之以捍国之勋，则不可无。”《茅鹿门先生文集》卷三，《上袁元峰相公书》）
17. ↑  《四友斋丛说》卷二六
18. ↑  蒋芷侪所著《都门识小录》云：“都中名人所书市招匾时，庚子拳乱，毁于兵燹，而严嵩所书之‘六必居’，严世蕃所书之‘鹤年堂’三字，巍然独存”。
19. ↑  清严元照《蕙榜杂记》述录严嵩和《满江红》词刻石时说：“词既慷慨，书亦瘦劲可观，末题可观，末题华盖殿大学士。后人磨去姓名，改题‘夏言’。虽属可笑，然亦足以惩奸矣。”
20. ↑  《众说纷纭论严嵩》101页，中国文史出版社，2005年10月，严小平主编
21. ↑  明·嚴嵩，《鈐山堂集》（卷14）：“仲春望夕，陪祀宿內舍，忽風象折户突入，𥃨內號呌，躑躅甚危惡，予黙坐念程伊川渡漢江事。良久，象人來，拽之以出，幸以無恙，因記於此。”